# Pacificado
Pour plus de détails, voir Fiche technique et Distribution.
Pacificado est un film brésilien réalisé par Paxton Winters, sorti en 2019.

## Synopsis
Tati, une jeune fille de 13 ans, a du mal à se reconnecter avec son père, Jaca, tout juste sorti de prison.

## Fiche technique
- Titre : Pacificado
- Titre anglais : Pacified
- Réalisation : Paxton Winters
- Scénario : Joseph Carter, Wellington Magalhaes et Paxton Winters
- Photographie : Laura Merians Goncalves
- Montage : Affonso Gonçalves et Aylin Tinel
- Production : Darren Aronofsky, Paula Linhares, Lisa Muskat et Marcos Tellechea
- Société de production : Muskat Filmed Properties, Reagent Media et Spray Filmes
- Pays :  Brésil et  États-Unis
- Genre : Drame
- Durée : 100 minutes
- Dates de sortie : 
  -  Espagne : 24 septembre 2019 (festival international du film de Saint-Sébastien)

## Distribution
- Bukassa Kabengele : Jaca
- Cassia Gil : Tati
- Débora Nascimento : Andrea
- Léa Garcia : Dona Preta
- Raphael Logan : Dudu
- Jefferson Brasil : Juninho
- Rayane Santos : Letícia
- José Loreto : Nelson
- Thiago Thomé : Tu Pac
- Shirley Cruz : Karla
- Rod Carvalho : Pico
- Murilo Sampaio : Jacaré
- Raphael Teixeira : Luís

## Distinctions
Au festival international du film de Saint-Sébastien, le film a reçu la Coquille d'or, la Coquille d'argent du meilleur acteur pour Bukassa Kabengele et le Prix du jury pour la meilleure photographie.